# Cireur de chaussures
Le cireur de chaussure nettoie et cire les chaussures de ses clients. Ce travail est traditionnellement celui d'un enfant de sexe masculin ou d'un vieil homme, muni d'un tabouret pour poser le pied du client, d'une brosse et de cirage.
Dans les civilisations dites occidentales, ce rôle est de plus en plus considéré comme obsolète mais dans de nombreux pays à travers le monde, des enfants gagnent un salaire indispensable pour leur famille. Certains cireurs de chaussures offrent des services supplémentaires, tels que la réparation de chaussures.

## Histoire

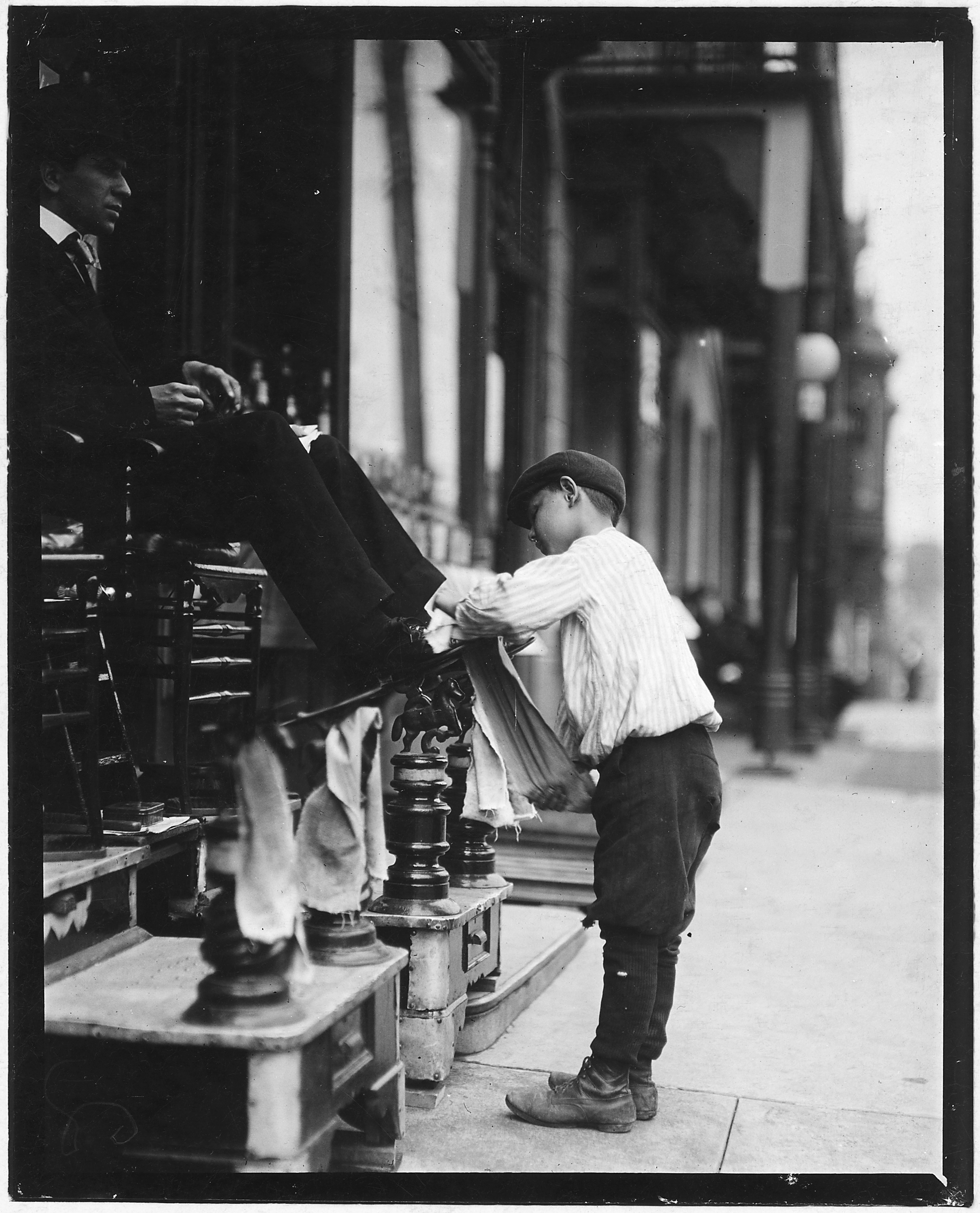
Lewis Hine - Michael Mero, Bootblack, 12 years of age, working one year of own volution. Don't smoke. Out after 11 P.M. on May 21. Ordinarily works 6 hours per day. Wilmington, Del.. 1912

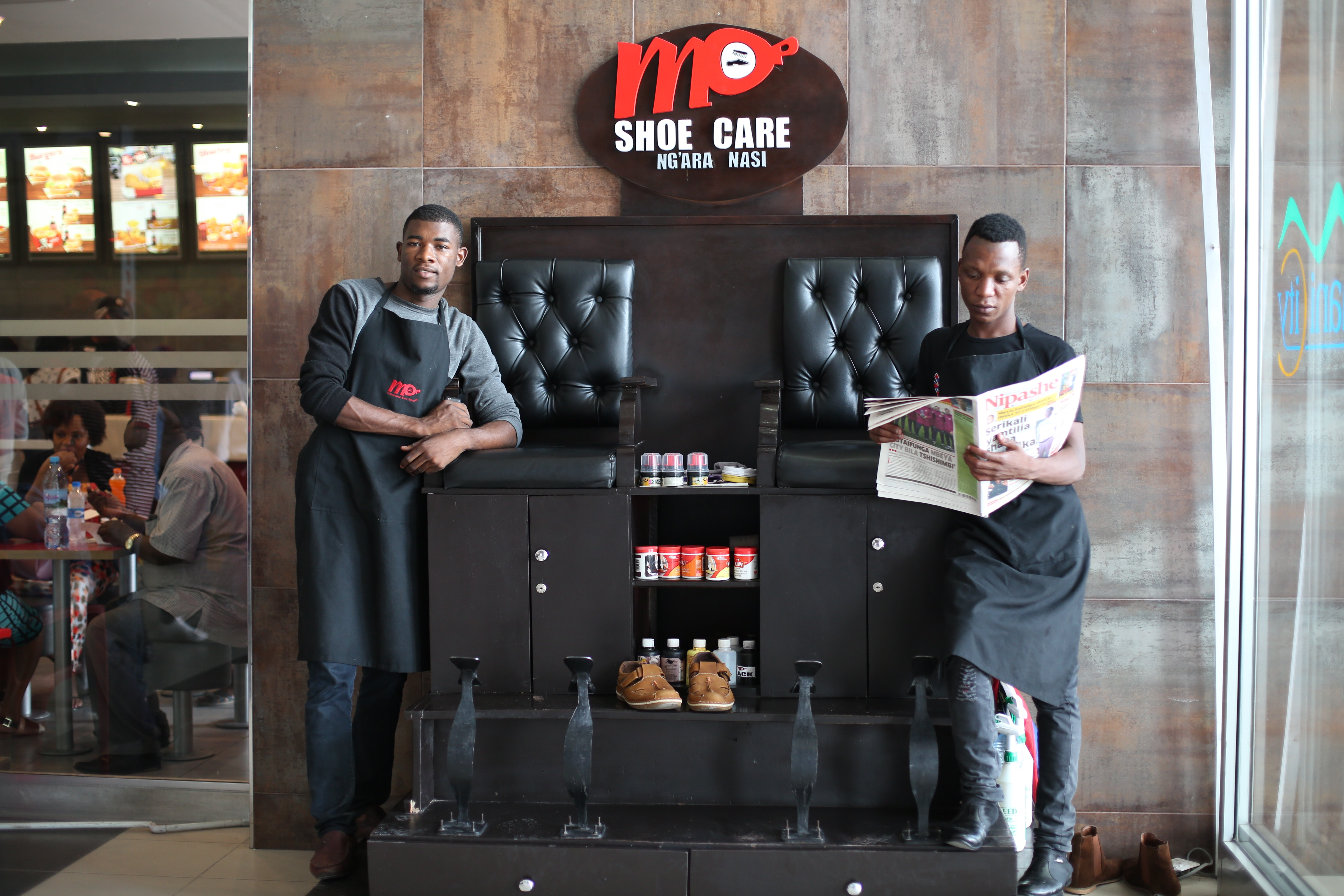
Cireurs de chaussures contemporains dans un centre commercial de Tanzanie

L'ancêtre du cireur de chaussure est le décrotteur (petit métier appelé aussi « frotteur » ou « encaustiqueur »), qui brosse les bas, décrotte les chaussures et fait briller les boucles de souliers, ce qui trahit l'origine sociale du marcheur, les plus fortunés ayant un carrosse et un domestique qui emporte leurs souliers de rechange, les moins s'efforçant de tenir le haut du pavé.
Les décrotteurs parisiens au XVIIIe siècle sont connus pour leur devise « Passez payez ». Ils disparaissent au milieu du XIXe siècle lorsque les trottoirs se construisent et que les pavés se développent, d'autant plus que la mode des bas blancs cède le pas au pantalon et au soulier noir ainsi qu'à la robe sombre.

## Dans la culture populaire

### Dans la musique
La chanson Les cireurs de souliers de Broadway, interprétée pour la première fois par le chanteur français Yves Montand en 1948, a été créé par Jacques Prévert pour le texte et Henri Crolla pour la musique.
La chanson Chattanoogie Shoe Shine Boy (en) est est une chanson populaire écrite par Harry Stone et Jack Stapp et publiée en 1950. Elle a tout d'abord été chantée par Red Foley, puis par Bong Crosby et décrit la vie d'homme qui cire des chaussures au coin de Fourth et Grand Street à Chattanooga est la quatrième ville de l’État du Tennessee, aux États-Unis.
La chanson Le P'tit Cireur est la dixième chanson de l'album Indigo (sortie en 1993) du chanteur français François Feldman. Le texte évoque de façon très légère la vie d'un jeune cireur de chaussures.
Le groupe de rock festif française originaire de Belfort-Montbéliard The Shoepolishers porte un nom anglais signifiant « Les cireurs de chaussures » .

### Dans la littérature
Moi, Daniel, cireur de chaussures est un roman destiné à la jeunesse de Jackie French Koller, publié chez Hachette en 2003 et présente la vie du jeune Danny qui pour gagner quelques cents, cire des chaussures des citoyens et des visiteurs de la ville de New-York durant la Grande Dépression, dans les années 1930.

### Dans la photographie

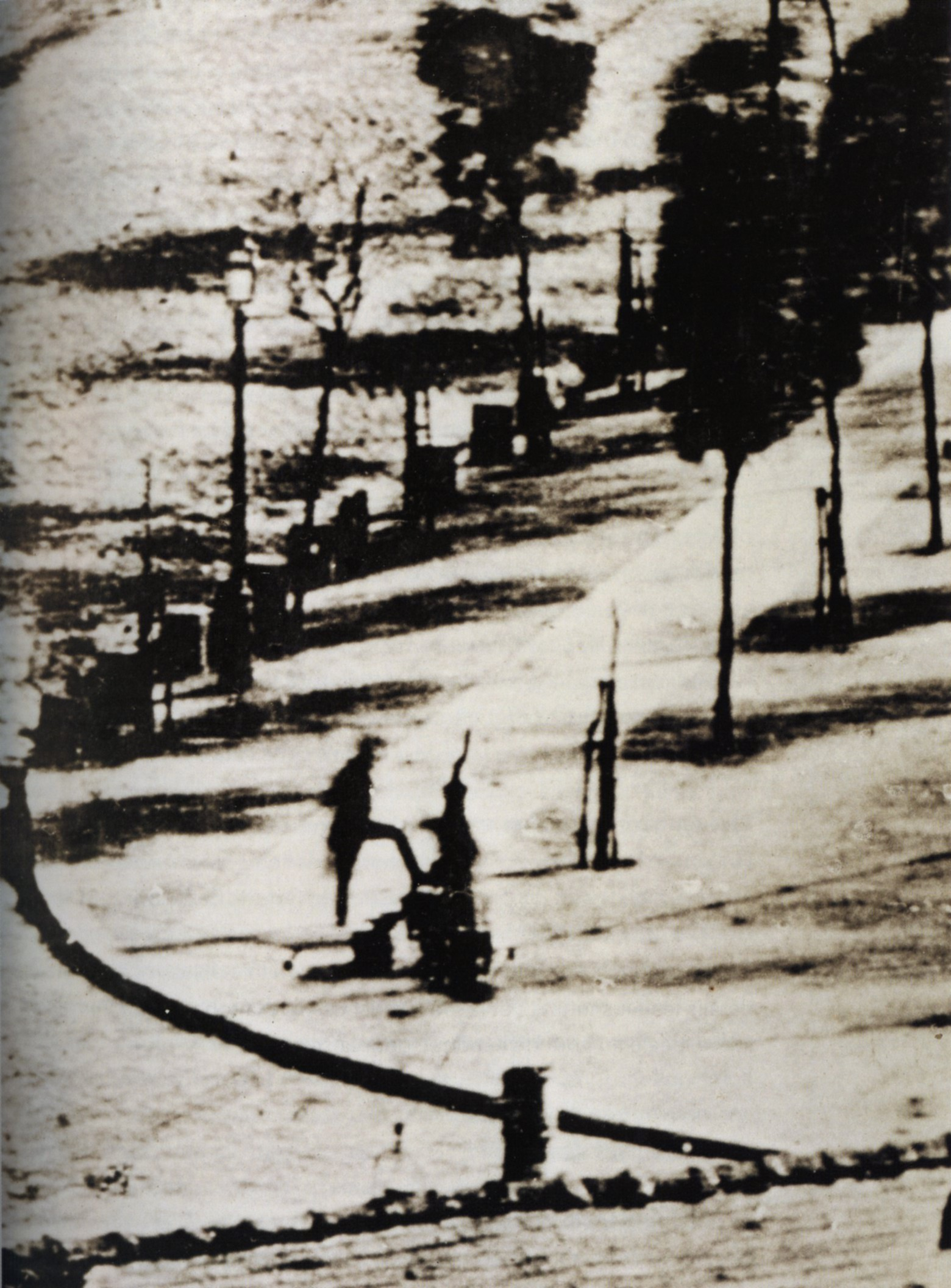
Détail, le cireur de chaussure et son client

En 1838, Louis Daguerre prend une photo du Boulevard du Temple. Ce boulevard était certainement assez animé avec quelques badauds, mais, à l'époque, le long temps de pose ne permettait pas de fixer les sujets en mouvement. Seul l'homme immobile se faisant cirer ses bottes et son cireur de chaussures (qui apparait plus fou, celui-ci étant moins statique que son client) sont restés fixés sur l'image. Cette photo a longtemps considérée comme la première photographie représentant des êtres humains.

### Au cinéma
Le film Sciuscià, réalisé par Vittorio De Sica et sorti en 1946 narre les aventures de deux petits cireurs de chaussures, Giuseppe et Pasquale, surnommés sciuscià (dérivé phonétique de l'anglais, shoe shine) proposent leurs services aux passants, notamment des militaires américains d'où leur surnom. Ce film  a reçu l'Oscar du meilleur film étranger en 1947.
Au début du film Tous en scène, film musical américain de Vincente Minnelli, sorti en 1953, l'artiste Tony Hunter (joué par Fred Astaire) danse et chante avec un cireur de chaussures noir (joué par Leroy Daniels) dans une rue de New-York.
Dans L'Homme de Rio, film franco-italien réalisé par Philippe de Broca et sorti en 1964, l'acteur brésilien Ubiracy de Oliveira, âgé de neuf ans, joue le rôle de Sir Winston, le petit cireur de chaussures, lequel, par sa seule présence, permet de sauver la vie du soldat Adrien Dufourquet (jouée par Jean-Paul Belmondo), poursuivi par des gangsters. Cette rencontre qui a beaucoup marqué l'acteur français est narré dans le documentaire Belmondo par Belmondo, sorti en 2016.
Dans le film Mimic, film américain réalisé par Guillermo del Toro, sorti en 1997, Chuy, un jeune garçon autiste présente le don de déterminer la marque et la taille d'une paire de chaussures au simple bruit de pas du propriétaire de celle-ci car il a l'habitude d'accompagner son père Manny, lorsqu'il exerce son travail de cireur de chaussures.

### Expression
L'expression « cirer les pompes » (ou les bottes) désigne une personne obséquieuse qui flatte lourdement quelqu'un. à l'instar d'un cireur de chaussures qui serait aux pieds de son client évoquant ainsi une position de soumission.

## Célébrités ayant exercé la profession

### Personnage de fiction
Selon le dessinateur et scénariste Don Rosa, Balthazar Picsou (Scrooge McDuck, en anglais), le célèbre milliardaire de l'univers des canards des studios Disney (créé en 1947 par le scénariste-dessinateur Carl Barks) a commencé sa carrière professionnelle comme cireur de chaussures. Il se voit remettre une pièce américaine après avoir décrotté un cantonnier, celle-ci devenant, au fil du temps, son fameux sou fétiche convoité par la sorcière Miss Tick,.

### Personnalités

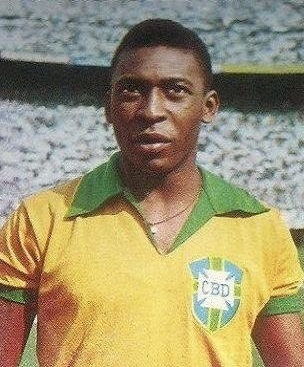
Le footballeur Pelé (photo de 1966) a été cireur de chaussures durant son enfance.

Ces personnalités ont exercé la profession de cireur de chaussures, souvent comme petit boulot d'appoint, durant leur jeunesse.
- Olivier Guimond, père (1893 - 1954), comédien, humoriste et meneur de revue burlesque canadien;
- Malcolm X (1925 - 1965) militant politique et défenseur des droits de l'homme afro-américain;
- Quincy Jones (1933), trompettiste, arrangeur, compositeur, réalisateur et producteur américain;
- Edson Arantes do Nascimento, dit Pelé (1940 - 2022), footballeur international brésilien, fut également cireur de chaussures comme petit boulot après l'école, afin d'aider à subvenir aux besoins de sa famille[10].
- Al Pacino (1940) , Acteur américain (avec d'autres petits boulots);
- Claude Cossette (né en 1937), professeur émérite de l'Université Laval (Canada);
- Bilal (chanteur libanais), né en 1983;